# Aubous
Aubous – miejscowość i gmina we Francji, w regionie Nowa Akwitania, w departamencie Pireneje Atlantyckie.
Według danych na rok 1990 gminę zamieszkiwało 48 osób, a gęstość zaludnienia wynosiła 13 osób/km² (wśród 2290 gmin Akwitanii Aubous plasuje się na 1121. miejscu pod względem liczby ludności, natomiast pod względem powierzchni na miejscu 1501.).